# Urząd Itzstedt
Urząd Itzstedt (niem. Amt Itzstedt) – urząd w Niemczech w kraju związkowym Szlezwik-Holsztyn, w powiecie Segeberg. Siedziba urzędu znajduje się w miejscowości Itzstedt.
W skład urzędu wchodzi siedem gmin:
1. Itzstedt
2. Kayhude
3. Nahe
4. Oering
5. Seth
6. Sülfeld
7. Tangstedt – gmina administracyjnie zarządzana przez urząd, leży jednak powiecie Stormarn